# Norte (Sevilla)
Norte és un dels onze districtes en què està dividida a efectes administratius la ciutat de Sevilla, capital de la comunitat autònoma d'Andalusia, a Espanya.
Està situat a l'àrea nord del municipi. Limita al sud amb els districtes de Triana, Macarena i San Pablo-Santa Justa; a l'est amb el districte Este-Alcosa-Torreblanca; al nord, amb els municipis de La Rinconada i La Algaba; i a l'oest, amb els municipis de Salteras i Santiponce.

## Barris
- Barriada Pino Montano
- Consolación
- El Gordillo
- Las Almenas
- San Jerónimo
- La Bachillera
- Los Carteros
- San Pedro
- Los Arcos
- Las Naciones-Parque Atlántico-Las Dalias
- San Matías
- Aeropuerto Viejo
- Valdezorras[1]

A aquest districte també s'hi troba l'assentament barraquista d'El Vacie